# Canton de Saint-Joseph-1
Le canton de Saint-Joseph-1 est un ancien canton de l'île de La Réunion, département d'outre-mer français de l'océan Indien. Il se limitait à une fraction de la commune de Saint-Joseph.

## Histoire
L'ancien canton de Saint-Joseph, appelé aussi 9e canton, regroupait les communes de Saint-Joseph et Saint-Philippe.

### Élus avant 1949
| Période                                  | Période | Identité                   | Étiquette | Qualité                             |
| ---------------------------------------- | ------- | -------------------------- | --------- | ----------------------------------- |
| 1931                                     | 1937    | Henri Payet                |           |                                     |
| 1931                                     | 1937    | M. Edvin                   |           |                                     |
| 1931                                     | 1937    | Octave Hoareau             |           | Propriétaire agriculteur au Tampon  |
| 1931                                     | 1940    | Augustin Mondon            |           | Avocat, propriétaire à Saint-Joseph |
| 1937                                     | 1940    | Roger Serveaux (1911-1986) |           | Médecin au Tampon                   |
| Les données manquantes sont à compléter. |         |                            |           |                                     |

### Élus depuis 1949
| Période                                  | Période | Identité           | Étiquette    | Qualité                                                                           |
| ---------------------------------------- | ------- | ------------------ | ------------ | --------------------------------------------------------------------------------- |
| 1949                                     | 1955    |                    |              |                                                                                   |
| 1955                                     | 1973    | M. Marion          | DVD          |                                                                                   |
| 1973                                     | 1985    | Joseph Guy Hoareau | DVD puis UDF |                                                                                   |
| 1985                                     | 1992    | Fred K/Bidy        | DVD          | Ingénieur Maire de Saint-Joseph                                                   |
| 1992                                     | 1998    | Jacqueline Payet   | DVD puis RPR | Adjointe au maire de Saint-Joseph (1977-1981 et 1989-2001)                        |
| 1998                                     | 2004    | Suger Hoarau       | DVD          | Adjoint au maire de Saint-Joseph                                                  |
| 2004                                     | 2011    | Alain Télégone     | PS           | Vice-président du conseil général Ancien premier adjoint au maire de Saint-Joseph |
| 2011                                     | 2015    | Harry Mussard      | PS           |                                                                                   |
| Les données manquantes sont à compléter. |         |                    |              |                                                                                   |

Le canton participe à l'élection du député de la quatrième circonscription de La Réunion.

## Démographie
| 1999   | 2006   | 2011   |
| ------ | ------ | ------ |
| 16 000 | 17 958 | 19 242 |